# Simbionti
Sono detti simbionti gli organismi che vivono obbligatoriamente un rapporto con altri organismi viventi e non per forza traggono reciproco vantaggio della vita in comune. La simbiosi non si limita solo al mondo dei funghi. I funghi furono probabilmente i primi organismi, con i batteri, a colonizzare dapprima la battigia e poi la terraferma; date le condizioni difficili, dovettero sviluppare comportamenti gregari per sopravvivere.

## Descrizione
Si selezionarono pertanto nel tumultuoso mondo in evoluzione una miriade di specie che realizzarono simbiosi con una varietà impressionante di organismi. Ad esempio, simbiosi tra funghi e alghe: sono questi i licheni (oltre tredicimila specie conosciute).
I licheni vengono classificati in tre grandi categorie in virtù del loro aspetto:
- Crostosi
- Fogliosi
- Fruticosi.

La più studiata forma di simbiosi è quella tra funghi e piante (ad esempio, Suillus grevillei con Larix decidua).
A volte più essenze forestali sono in grado di ospitare lo stesso fungo, ad esempio il Boletus aereus convive con la sughera, l'erica arborea, la roverella o il cistus incanus.
È possibile che un insieme di specie arboree possa soddisfare le esigenze di una specie fungina, cioè che il fungo attinga qua e là dalle varie essenze ciò di cui necessita, come pure che una pianta ospiti più specie fungine contemporaneamente (in differenti punti del suo apparato radicale).
L'intimo intreccio fra apparato radicale e micelio fungino prende il nome di micorriza.
Si sospettano simbiosi nascoste tra funghi e altre specie fungine o fra queste ultime e in microrganismi che regolano le complesse interazioni tra saprofiti in certe nicchie ecologiche. Alcuni producono vitamine necessarie ad altre specie in modo particolare il gruppo B, antibiotici o veleni, con cui preservano l'ecosistema da attacchi virali o batterici.
Altri batteri sono azotofissatori, o azotoriduttori, gli esoscheletri dei batteri morti (le loro pareti cellulari) costituiscono una fonte d'azoto importantissima.
Nella coltivazione di alcuni funghi con substrato di paglia (ad esempio il Pleurotus o l'Agaricus), questo deve essere sottoposto a processo di pastorizzazione, non sterilizzazione, affinché sia uccisa parte della carica batterica, i cui esoscheletri costituiranno infatti fonte primaria d'azoto per il micelio in crescita.
Esiste anche un altro parametro da considerare: i prodotti metabolici dei batteri che vivono in un substrato contribuiscono ad abbassarne il pH permettendo quindi una più favorevole crescita dei miceli fungini, per la maggior parte questi infatti preferiscono i terreni acidi.